# Lalaloopsy
 (novembre 2020).
Si vous disposez d'ouvrages ou d'articles de référence ou si vous connaissez des sites web de qualité traitant du thème abordé ici, merci de compléter l'article en donnant les références utiles à sa vérifiabilité et en les liant à la section « Notes et références ».
Lalaloopsy désigne une ligne de poupées de chiffon américaine créée par MGA Entertainment. Lancées initialement sous le nom de « Bitty Buttons » en 2010, leur nom fut changé juste après le lancement pour devenir « Lalaloopsy ». Elles ont connu une forte popularité pendant la période des vacances de 2010. Des poupées Lalaloopsy diverses, petites et grandes, ont été lancées.

## la série
En août 2012, Mga décide de produire une série à l'effigie des célèbres poupée en chiffon.
La série débute le 22 septembre 2012 sur Habbo Junior et en juin 2013 sur Habbo Junior FRANCE.
La série musicale connaît un tel succès qu'elle a eu le droit à un concert en juin 2014 au Grand Rex à Paris .
Le 10 février 2015, la série s'achève au bout de trois saisons .